# Добровольская, Халина (актриса)
Хали́на Доброво́льская (пол. Halina Dobrowolska; 25 апреля 1930, Вильнюс, Вильнюсское городское самоуправление, Польша — 13 октября 1999, Варшава, Мазовия, Польша) — польская актриса и драматург.

## Биография
Выпускник театральной академии в Кракове (1955).
С 1951 по 1952 год служила в Театре имени Яна Кохановского, с 1955 по 1961 год — в Драматическом театре во Вроцлаве. В 1961-1992 годы была актрисой в драматическом театре в Варшаве. Она также автор четырёх пьес.
Она умерла 13 октября 1999 года после продолжительной болезни. Она была похоронена на кладбище Старые Повонзки в Варшаве.